# Volucella rotundata
Volucella rotundata är en tvåvingeart som beskrevs av Edwards 1919. Volucella rotundata ingår i släktet humleblomflugor, och familjen blomflugor. Inga underarter finns listade i Catalogue of Life.